# Slag bij Hancock
De Slag bij Hancock vond plaats op 5 januari en 6 januari 1862 in Washington County, Maryland en Morgan County, Virginia tijdens de Amerikaanse Burgeroorlog. Deze veldslag maakt deel uit van de Romney Expeditie en de operaties tegen de Baltimore en Ohio Spoorweg.
Op 1 januari 1862 marcheerde Jackson in de bittere koude van Winchester, Virginia naar Bath, Virginia om de Baltimore en Ohio Spoorweg aan te vallen. Op 5 januari, na een kleine schermutseling met een colonne Noordelijken, kwam Jackson aan bij de Potomac tegenover het garnizoensstadje Hancock, Maryland. Zijn artillerie nam het stadje onder vuur vanaf Orrick’s Hill zonder echter veel schade te veroorzaken. De Noordelijke brigadegeneraal weigerde te vraag tot overgave van Jackson te aanvaarden. Jackson bestookte het stadje gedurende twee dagen, terwijl hijzelf er niet in slaagde om een doorwaadbare plaats te vinden. Op 7 januari stopten de bombardementen en marcheerden de Zuidelijken door naar Romney in het huidige Virginia.

## Bron
- National Park Service - Hancock